# Чешир (округ, Нью-Гемпшир)
Шаблон:StateAbbr_ 42°54′42″ пн. ш. 72°14′31″ зх. д. / 42.9118° пн. ш. 72.242081° зх. д.
Чешир (англ. Cheshire County) — округ (графство) у штаті Нью-Гемпшир, США. Ідентифікатор округу 33005.

## Історія
Округ утворений 1769 року.

## Демографія
За даними перепису 2000 року загальне населення округу становило 73825 осіб, зокрема міського населення було 25169, а сільського — 48656.
Серед мешканців округу чоловіків було 35944, а жінок — 37881. В окрузі було 28299 домогосподарств, 18784 родин, які мешкали в 31876 будинках.
Середній розмір родини становив 2,96.
Віковий розподіл населення поданий у таблиці:
| Стать    | До 15 років | 15-21 | 22-29 | 30-39 | 40-49 | 50-65 | 65-85 | Понад 85 |
| -------- | ----------- | ----- | ----- | ----- | ----- | ----- | ----- | -------- |
| Чоловіки | 7215        | 4525  | 3195  | 4954  | 5850  | 5945  | 3903  | 357      |
| Жінки    | 6812        | 4688  | 3166  | 5226  | 6052  | 6111  | 4905  | 921      |

## Суміжні округи
- Салліван — північ
- Гіллсборо — схід
- Вустер, Массачусетс — південний схід
- Франклін, Массачусетс — південний захід
- Віндем, Вермонт — захід

## Виноски
1. ↑  U.S. Decennial Census. United States Census Bureau. Архів оригіналу за 26 квітня 2015. Процитовано 27 грудня 2014.
2. ↑  Historical Census Browser. University of Virginia Library. Архів оригіналу за 11 серпня 2012. Процитовано 27 грудня 2014.
3. ↑  Population of Counties by Decennial Census: 1900 to 1990. United States Census Bureau. Архів оригіналу за 9 листопада 2014. Процитовано 27 грудня 2014.
4. ↑  Census 2000 PHC-T-4. Ranking Tables for Counties: 1990 and 2000 (PDF). United States Census Bureau. Архів оригіналу (PDF) за 18 грудня 2014. Процитовано 27 грудня 2014.
5. ↑  State & County QuickFacts. United States Census Bureau. Архів оригіналу за 8 липня 2011. Процитовано 24 вересня 2013. [Архівовано 2011-08-05 у Wayback Machine.](англ.) Наведено за англійською вікіпедією.
6. ↑  American FactFinder. Бюро перепису населення США. Архів оригіналу за 26 лютого 2012. Процитовано 31 січня 2008. [Архівовано 2008-05-21 у Wayback Machine.]

| США | Це незавершена стаття з географії США. Ви можете допомогти проєкту, виправивши або дописавши її. |